# Keulos
Keulos is een plaats in de Duitse gemeente Künzell, deelstaat Hessen, en telt 463 inwoners (2006).